# Rastovnica
Rastovnica (en serbe cyrillique : Растовница) est un village de Serbie situé dans la municipalité de Prokuplje, district de Toplica. Au recensement de 2011, il comptait 48 habitants.

## Démographie
| 1948 | 1953 | 1961 | 1971 | 1981 | 1991 | 2002 | 2011 |
| ---- | ---- | ---- | ---- | ---- | ---- | ---- | ---- |
| 259  | 255  | 209  | 160  | 60   | 105  | 69   | 48   |

|  |